# Sphaerostephanos novae-britanniae
Sphaerostephanos novae-britanniae är en kärrbräkenväxtart som beskrevs av Holtt. Sphaerostephanos novae-britanniae ingår i släktet Sphaerostephanos och familjen Thelypteridaceae. Inga underarter finns listade.